# Takanori Arisawa
Takanori Arisawa (有澤孝紀, Arisawa Takanori; Tóquio, 4 de abril de 1951 — Tóquio, 26 de novembro de 2005) foi um compositor e arranjador japonês, melhor conhecido por ter composto trilhas sonoras para várias séries de anime, dentre elas Sailor Moon, inclusive para seus jogos de vídeo.

## Biografia
Nascido em Tóquio, Arisawa começou a aprender piano tarde, aos vinte anos de idade. Depois de se graduar pela Faculdade de Música Senzoku Gakuen, ele iniciou sua carreira como músico ao compor Shinjuku Transfer, em 1980. Trabalhou então para a Tokyo Broadcasting System e compôs a música de vários dramas televisivos japoneses. Da década de 1990 até sua morte, Arisawa passou a compor exclusivamente para animes. No início, seu trabalho em Sailor Moon era baseado em música pop, mas gradualmente mudou para música clássica. Após o sucesso de Sailor Moon, pelo qual recebeu diversos prêmios, Arisawa dedicou-se a outro famoso anime, Digimon, compondo músicas para as quatro primeiras temporadas. No final de 2005, porém, veio a falecer vítima de câncer de bexiga, aos cinquenta e quatro anos de idade.